# Баттенберг (Едер)
Баттенберг (нім. Battenberg) — місто в Німеччині, знаходиться в землі Гессен. Підпорядковується адміністративному округу Кассель. Входить до складу району Вальдек-Франкенберг.
Площа — 64,73 км2. Населення становить 5391 ос. (станом на 31 грудня 2020).

## Географії

### Адміністративний поділ
Місто  складається з 4 районів:
- Берггофен
- Доденау
- Фронгаузен
- Лайза